# Hujivka, Icinea
Hujivka (în ucraineană Гужівка) este o comună în raionul Icinea, regiunea Cernihiv, Ucraina, formată numai din satul de reședință.

## Demografie
Componența lingvistică a comunei Hujivka
     Ucraineană (97,34%)
     Rusă (2,56%)
Conform recensământului din 2001, majoritatea populației comunei Hujivka era vorbitoare de ucraineană (97,34%), existând în minoritate și vorbitori de rusă (2,56%).